# Robert Werner
Robert Werner (ur. 3 grudnia 1898 w Kodzanowie, zm. 21 lutego 1939 w Goodfare) – plutonowy piechoty Wojska Polskiego, kawaler Orderu Virtuti Militari.

## Życiorys
Urodził się w rodzinie Jana i Fryderyki z domu Oswald. Uczył się w szkole ludowej, a po jej ukończeniu pracował w gospodarstwie rolnym, które prowadził jego ojciec.
21 lutego 1919 wstąpił do Wojska Polskiego z przydziałem do 5 pułku piechoty Legionów w którym służył w 1 kompanii. Razem z pułkiem brał udział w walkach na froncie podczas wojny polsko-bolszewickiej. Wyróżnił się podczas nocnej potyczki pod wsią Łyngi na Podolu, która rozegrała się nocą z 24 na 25 czerwca 1920. Sekcja do której należał niespodziewanie starła się z bolszewicką kawalerią, a podczas walki wziął do niewoli kilku bolszewików oraz ich sprzęt wojskowy. Dzięki swojej odwadze pozwolił reszcie kompanii na przygotowanie się do rozwinięcia ataku na pozycje nieprzyjaciela. 
Za swój czyn został wyróżniony Krzyżem Srebrnym Orderu Virtuti Militari.
Po wojnie wyjechał do Kanady, gdzie zamieszkał w miejscowości Goodfare. Miał tam swoje gospodarstwo rolne. Zmarł po ciężkiej chorobie. Był żonaty. Miał córkę Ruth oraz syna Herberta.

## Ordery i odznaczenia
- Krzyż Srebrny Orderu Virtuti Militari (nr 987)[1]